# یواس‌اس تمپست (پی‌سی-۲)
یواس‌اس تمپست (پی‌سی-۲) (به انگلیسی: USS Tempest (PC-2)) یک کشتی بود که طول آن ۱۷۴ فوت (۵۳ متر) بود. این کشتی در سال ۱۹۹۲ ساخته شد.